# Infrastructure nationale d'ingénierie des cellules souches pluripotentes et cellules différenciées
Infrastructure nationale d'ingénierie des cellules souches pluripotentes et cellules différenciées (INGESTEM) est un consortium français financé dans le cadre des investissements d'avenir de 2012 à 2019, à hauteur de 14 millions d'euros. Il s'agit d'une infrastructure nationale en biologie et santé labellisée et le premier réseau français d’innovations thérapeutiques basées sur les cellules souches pluripotentes induites (iPS) humaines,.

## Présentation
INGESTEM, Infrastructure nationale en biologie et santé labellisée par le plan Investissements d'Avenir (2012-2019) développe les applications médicales issues des cellules souches humaines embryonnaires (ESC) et pluripotentes induites (iPSC). Elle rassemble des plateformes de cultures de cellules souches, de reprogrammation et d’ingénierie cellulaire, de génomique fonctionnelle et d’édition du génome, de transgénèse dans les modèles primates, de criblage moléculaire et d’usines cellulaires automatisées.
INGESTEM fait partie des 11 lauréats de l’appel à projet du programme investissements d’Avenir (PIA) des infrastructures en biologie/santé (INBS) en 2011 visant à accompagner efficacement les avancées de la recherche biomédicale. L'appel à projets "Infrastructures Nationales en Biologie et Santé" du PIA piloté par l'ANR a permis de financer de grandes infrastructures d'envergure nationale et compétitives internationalement comme : 
- Analyse et Expérimentation sur les Ecosystèmes continentaux (ANAEES) qui propose à la communauté scientifique un accès complet à l’étude des écosystèmes terrestres et aquatiques au travers de ses plateformes expérimentales distribuées sur tout le territoire national et les DOM TOM[6];
- France Life Imaging (FLI) qui rassemble en un réseau coordonné plus de 35 plateformes d’imagerie in vivo pour la recherche biomédicale distribuées sur le territoire en France;
- l’Infrastructure de recherche translationnelle pour les biothérapies en neurosciences (NEURATRIS) qui a pour objectif d’accélérer la transformation des découvertes issues de la recherche fondamentale en innovations médicales pour le traitement des maladies neurodégénératives et neurodéveloppementales[7].

## Objectifs
Le consortium est centré autour de la reprogrammation de cellules adultes en cellules souches pluripotentes induites (iPS)  et l’ingénierie de cellules différenciées en vue de la modélisation des maladies humaines et de nouvelles avancées thérapeutiques, notamment dans le domaine de la Médecine régénérative. Cela se traduit par le développement de projects de R&D portant sur l'utilisation des cellules souches pluripotentes à des fins thérapeutiques dans les contextes médicales et industriels. 
INGESTEM fournit aussi des prestations de services dans ces domaines et favorisent l'échange d'information, notamment à travers l'organisation d'un congrès international à Paris en novembre 2015.

## Participants
Cinq grands centres français participent au consortium :
- ESTeam Paris-Sud (Villejuif, Ile-de-France),
- I-Stem (Évry),
- IGBMC (Strasbourg),
- PrimaStem (INSERM U846, SBRI, Lyon),
- SAFE-iPS (INSERM U1040, IRMB, Montpellier)

## Sources
- http://media.enseignementsup-recherche.gouv.fr/file/Infrastructures_2/98/1/INGESTEM_206981.pdf
- INFRASTRUCTURE INGESTEM PLURIPOTENCY AND CELL DIFFERENTIATION FOR  DISEASE MODELLING AND REGENERATIVE MEDICINE. Mars 2014, PAGE 3, PAR A. Bennaceur-Griscelli

http://www.thd.org.tr/thdData/Books/889/infrastructure-ingestem-pluripotency-and-cell-differentiation-for-disease-modell.pdf
- « istem.eu/partenariats/programm… »(Archive.org • Wikiwix • Archive.is • Google • Que faire ?)